# Limassolla dispunctata
Limassolla dispunctata är en insektsart som beskrevs av Chou och Ma 1981. Limassolla dispunctata ingår i släktet Limassolla och familjen dvärgstritar. Inga underarter finns listade i Catalogue of Life.